# Loropetalum
Loropetalum R.Br. ex Rchb. – rodzaj roślin należący do rodziny oczarowatych (Hamamelidaceae). Obejmuje 4 gatunki (ostatni opisany w 2018, stąd w wielu źródłach do rodzaju zaliczane są 3 gatunki). Występują one naturalnie w północno-wschodnich Indiach, na Półwyspie Indochińskim, Chinach oraz na Honsiu w Japonii.
Rośliny te uprawiane są jako ozdobne, zwłaszcza Loropetalum chinense w odmianie o fioletowych liściach. Uprawiane są w gruncie mogą być tylko w ciepłym klimacie śródziemnomorskim, w klimacie chłodniejszym tylko w szklarniach, ew. jako rośliny doniczkowe. Kwitną pod koniec zimy i wczesną wiosną. Kwiaty zapylane są przez owady.

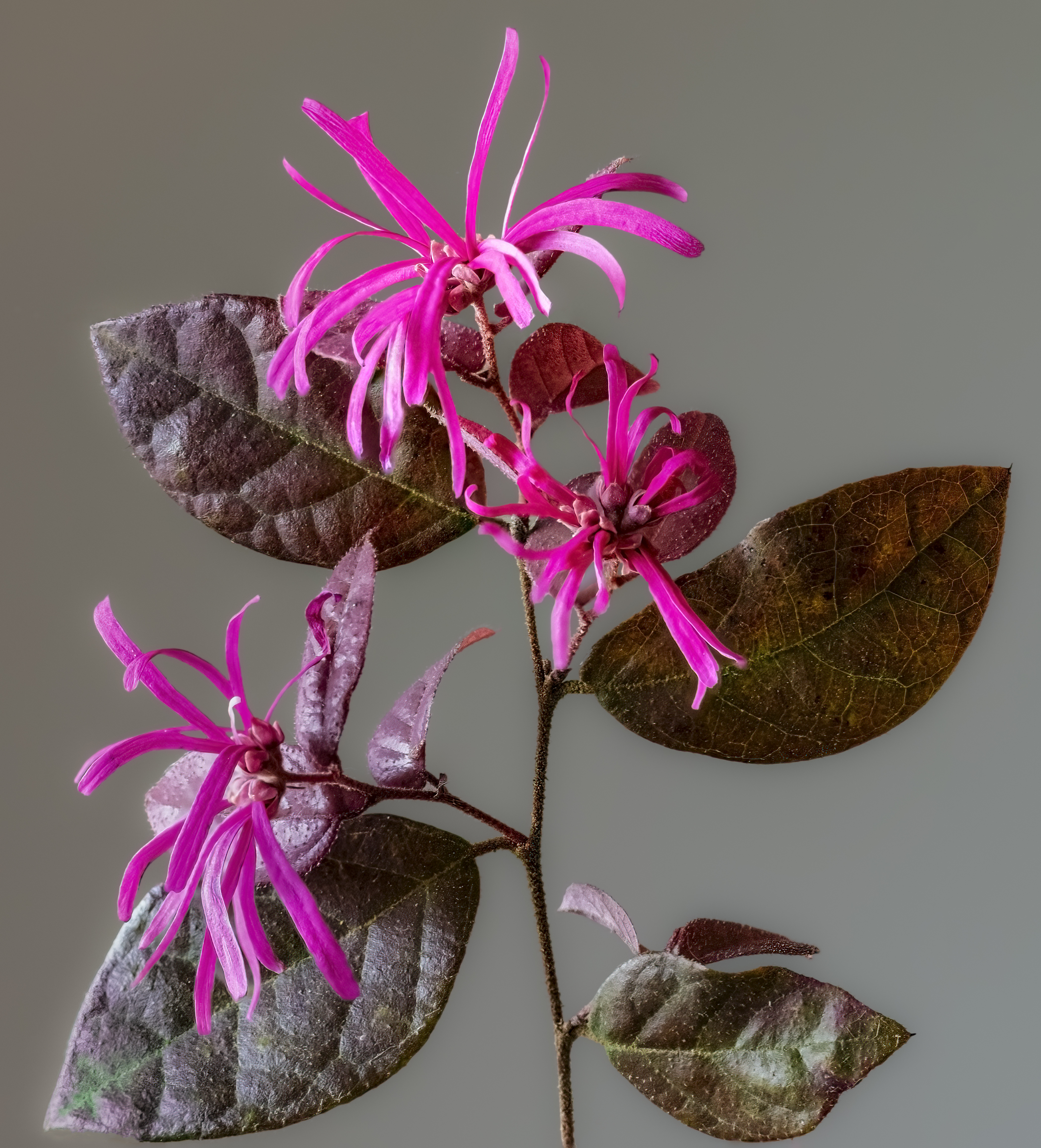
Odmiana czerwona L. chinense

## Morfologia
PokrójKrzewy i niewielkie drzewka osiągające zwykle do 2 m wysokości o pędach szeroko rozpościerających się, cienkich.
LiścieUlistnienie skrętoległe, liście zimozielone lub częściowo zimozielone, krótkoogonkowe, wsparte błoniastymi przylistkami. Blaszka jajowata do sercowatej, długości zwykle od 2 do 4 cm.
KwiatyZebrane są po 3–25 w kwiatostany główkowate, kłosopodobne lub groniaste, rozwijające się na końcach pędów i w kątach liści. Kwiaty są obupłciowe, zwykle 4- lub 5-krotne, rzadko 6-krotne. Dno kwiatowe jest wypukłe i owłosione, podobnie jak jajowate działki kielicha. Płatki korony taśmowate, białe lub czerwone, zwinięte w pąku. Pręciki krótkie, z łącznikiem między pylnikami wyraźnie przedłużonym i cienkim. Zalążnia dolna lub wpół dolna, w każdej z komór z pojedynczym zalążkiem. Szyjki słupka dwie.
OwoceZdrewniałe torebki, w dole objęte dnem kwiatowym, po dojrzeniu pękające dwoma klapami.

## Systematyka
Pozycja systematyczna
Rodzaj ten należy do podrodziny Hamamelidoideae Burnett w obrębie rodziny oczarowatych (Hamamelidaceae R. Br. in Abel) z rzędu skalnicowców (Saxifragales Dumort.).
Wykaz gatunków
- Loropetalum chinense (R. Br.) Oliv.
- Loropetalum flavum Aver., P.K.Endress & K.S.Nguyen
- Loropetalum lanceum Hand.-Mazz.
- Loropetalum subcordatum (Benth.) Oliv.